# Międzynarodowa Olimpiada Filozoficzna

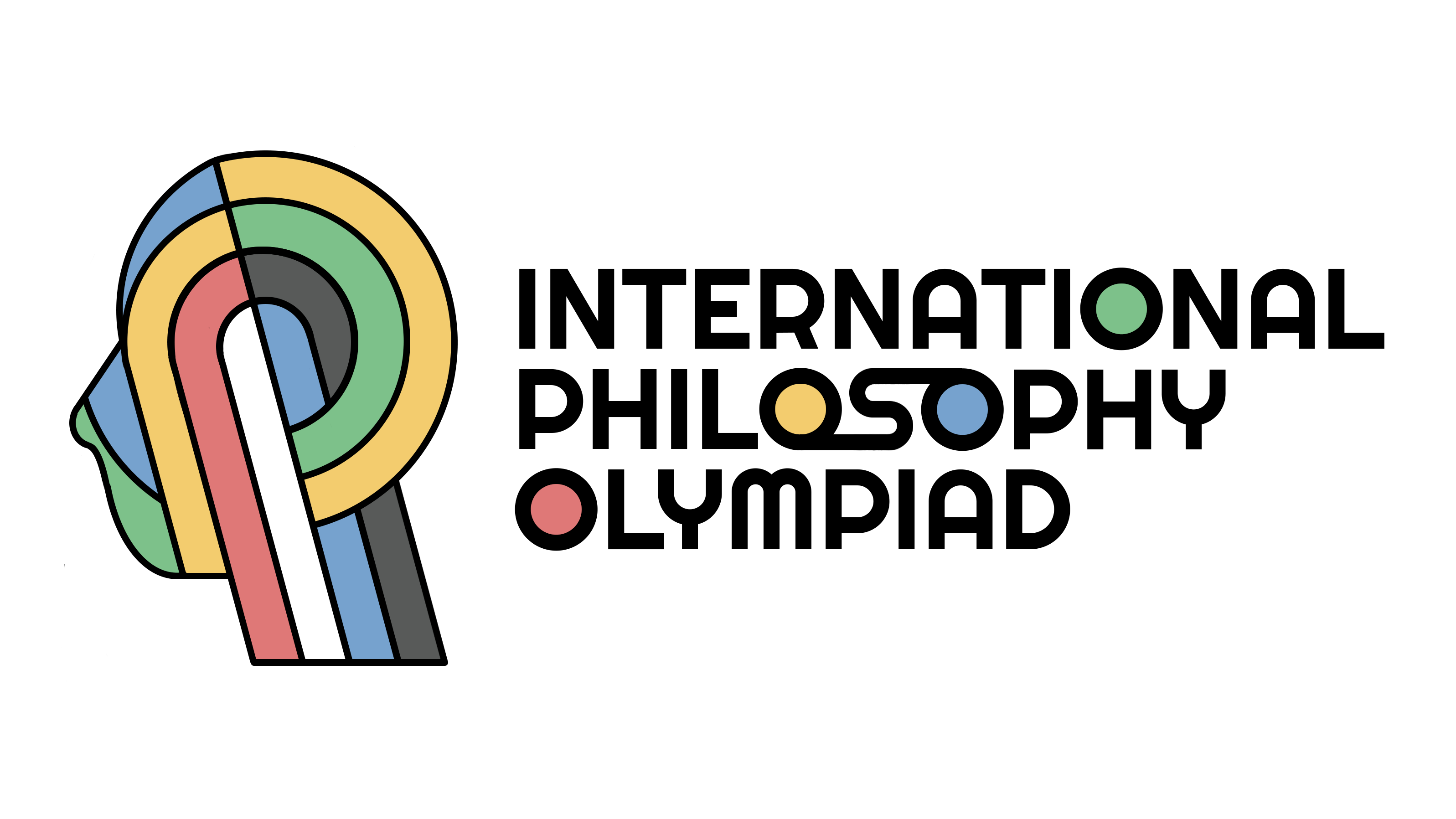
Logo Międzynarodowa Olimpiada Filozoficzna

Międzynarodowa Olimpiada Filozoficzna (ang. International Philosophy Olympiad, IPO) – międzynarodowa olimpiada przedmiotowa dla uczniów szkół średnich. Jest organizowana co roku w maju przez jeden z uczestniczących w niej krajów. Po raz pierwszy odbyła się w 1993 roku w Bułgarii.
W latach 1997 i 2005 Olimpiady odbywały się w Warszawie.